# Darío Silva
Dario Debray Silva Pereira (Treinta y Tres, 1972. november 2. –) közismert nevén Darío Silva uruguayi labdarúgó. Az uruguayi válogatottban 46 alkalommal szerepelt, melyeken 14 gólt szerzett. A válogatottságot akkor mondta le, amikor Uruguaynak nem sikerült kvalifikálnia magát a 2006-os világbajnokságra.

## Pályafutása
Silva 1992-ben kezdte pályafutását, amikor a Defensor Sporting csapatához igazolt. A következő évben Peñarolhoz, később az olasz Cagliarihoz szerződött, ahol a "Sa pibinca" becenevet kapta. Ezt követően az Espanyolban, a Málagában és a Sevillában játszott. Azután, hogy a Sevillában két évet eltöltött a La Ligában, Silva úgy döntött, hogy nem tölti ki az utolsó évét a szerződéséből, Joaquin Caparros edzőtől kevés játéklehetőségek kapott. 2005-ben ingyen a Portsmouth FC-hez igazolt, ahol kétéves szerződést írt alá. Ám egy korábbi bokasérülés miatt gyengén teljesített, és 15 mérkőzés alatt csupán három gólt szerzett, ezért a szerződését 2006. február 14-én felbontották. A három gólt a Charlton, a Sunderlend és az Ipswich Town ellen szerezte.

## Autóbalesete
2006. szeptember 24-én Silva komoly autóbalesetet szenvedett Montevideóban. Silva elvesztette az irányítást a pick upja felett, ami után egy közlekedési lámpának ütközött. A baleset hatására koponyacsonttörést szenvedett, eszméletét vesztette és a többszörös törése volt a jobb lábában. A baleset idején Silva két másik egykori labdarúgóval utazott, Elbio Papával és Dardo Pereirával, akik nem sérültek meg komolyabban.
A baleset napján, az ötfős orvosi csapat azt a döntést hozta, hogy a lábát amputálják térdtől lefelé, amit egy három és fél órás operáció során végeztek el. Az amputáció alatt mesterséges kómában tartották. Az állapota a beavatkozás után stabilnak bizonyult, így néhány nappal később, október 5-én elhagyhatta a montevideoi La Española kórházat. A baleset okozta nehézségek után Silva elhagyta a kórházat
A tervek szerint műlábat kap Olaszországban, ami által képes lesz mankó nélkül járni.

## A baleset után
2006 novemberében a Daily Mail című brit napilapban az jelent meg, hogy Silva célja a 2012-es nyári paralimpiára való kvalifikáció az evezés versenyszámban.
2009. január 13-án három év kihagyást követően szinte hihetetlen módon visszatért a futballpályára egy Punta del Estében rendezett jótékonysági mérkőzésen. A találkozó a "Fundación Niños con Alas" nevet viselte (amelynek bevételeit egy fogyatékkal élő gyermekeket támogató alapítványnak ajánlották fel), melyen az Uruguay XI és az Argentína XI mérkőzött meg egymással. Silva nem csupán pályára lépett, tizenegyesből gólt is szerzett a mérkőzésen.

## Sikerei, díjai

### Klubcsapattal
- Peñarol:
- Uruguayi bajnok: 1993, 1994, 1995
- Cagliari:
- Olasz másodosztály bronzérmese: 1998
- Málaga:
- Intertotó-kupa-győztes: 2002

### Válogatottal
- Copa América bronzérmes: 2004

## Pályafutása statisztikái
| Klub              | Szezon   | Premiership      | Premiership      | FA-kupa      | FA-kupa      | Carling Cup | Carling Cup | —      | —      | Összesen | Összesen |
| Klub              | Szezon   | Mérk             | Gól              | Mérk         | Gól          | Mérk        | Gól         | Mérk   | Gól    | Mérk     | Gól      |
| ----------------- | -------- | ---------------- | ---------------- | ------------ | ------------ | ----------- | ----------- | ------ | ------ | -------- | -------- |
| Portsmouth        | 2005–06  | 13               | 2                | 1            | 1            | 1           | 0           | —      | —      | 15       | 3        |
| Portsmouth        | Összesen | 13               | 2                | 1            | 1            | 1           | 0           | —      | —      | 15       | 3        |
| Klub              | Szezon   | La Liga          | La Liga          | Copa del Rey | Copa del Rey | —           | —           | Európa | Európa | Összesen | Összesen |
| Klub              | Szezon   | Mérk             | Gól              | Mérk         | Gól          | Mérk        | Gól         | Mérk   | Gól    | Mérk     | Gól      |
| Sevilla           | 2004–05  | 21               | 2                | —            | —            | —           | —           | 7      | 0      | 28       | 2        |
| Sevilla           | 2003–04  | 27               | 7                | 5            | 2            | —           | —           | —      | —      | 32       | 9        |
| Sevilla           | Összesen | 48               | 9                | 5            | 2            | —           | —           | 7      | 0      | 60       | 11       |
| Klub              | Szezon   | La Liga          | La Liga          | Copa del Rey | Copa del Rey | —           | —           | Európa | Európa | Összesen | Összesen |
| Klub              | Szezon   | Mérk             | Gól              | Mérk         | Gól          | Mérk        | Gól         | Mérk   | Gól    | Mérk     | Gól      |
| Málaga            | 2002–03  | 28               | 10               | —            | —            | —           | —           | 7      | 1      | 35       | 11       |
| Málaga            | 2001–02  | 23               | 9                | —            | —            | —           | —           | —      | —      | 23       | 9        |
| Málaga            | 2000–01  | 26               | 13               | —            | —            | —           | —           | —      | —      | 26       | 13       |
| Málaga            | 1999–00  | 23               | 4                | —            | —            | —           | —           | —      | —      | 23       | 4        |
| Málaga            | Összesen | 100              | 36               | —            | —            | —           | —           | 7      | 1      | 107      | 37       |
| Klub              | Szezon   | La Liga          | La Liga          | Copa del Rey | Copa del Rey | —           | —           | —      | —      | Összesen | Összesen |
| Klub              | Szezon   | Mérk             | Gól              | Mérk         | Gól          | Mérk        | Gól         | Mérk   | Gól    | Mérk     | Gól      |
| Espanyol          | 1998–99  | 15               | 3                | —            | —            | —           | —           | —      | —      | 15       | 3        |
| Espanyol          | Összesen | 15               | 3                | —            | —            | —           | —           | —      | —      | 15       | 3        |
| Klub              | Szezon   | Serie B          | Serie B          | Coppa Italia | Coppa Italia | —           | —           | —      | —      | Összesen | Összesen |
| Klub              | Szezon   | Mérk             | Gól              | Mérk         | Gól          | Mérk        | Gól         | Mérk   | Gól    | Mérk     | Gól      |
| Cagliari          | 1997–98  | 27               | 13               | —            | —            | —           | —           | —      | —      | 27       | 13       |
| Cagliari          |          | Serie A          | Serie A          | —            | —            | —           | —           | —      | —      | —        | —        |
| Cagliari          | 1996–97  | 29               | 4                | —            | —            | —           | —           | —      | —      | 29       | 4        |
| Cagliari          | 1995–96  | 33               | 3                | —            | —            | —           | —           | —      | —      | 33       | 3        |
| Cagliari          | Összesen | 89               | 20               | —            | —            | —           | —           | —      | —      | 89       | 20       |
| Klub              | Szezon   | Primera División | Primera División | —            | —            | —           | —           | —      | —      | Összesen | Összesen |
| Klub              | Szezon   | Mérk             | Gól              | Mérk         | Gól          | Mérk        | Gól         | Mérk   | Gól    | Mérk     | Gól      |
| Peñarol           | 1995     | 12               | 8                | —            | —            | —           | —           | —      | —      | 12       | 8        |
| Peñarol           | 1994     | 24               | 18               | —            | —            | —           | —           | —      | —      | 24       | 18       |
| Peñarol           | 1993     | 20               | 9                | —            | —            | —           | —           | —      | —      | 20       | 9        |
| Peñarol           | Összesen | 56               | 35               | —            | —            | —           | —           | —      | —      | 56       | 35       |
| Klub              | Szezon   | Primera División | Primera División | —            | —            | —           | —           | —      | —      | Összesen | Összesen |
| Klub              | Szezon   | Mérk             | Gól              | Mérk         | Gól          | Mérk        | Gól         | Mérk   | Gól    | Mérk     | Gól      |
| Defensor Sporting | 1992     | 18               | 4                | —            | —            | —           | —           | —      | —      | 18       | 4        |
| Defensor Sporting | Összesen | 18               | 4                | —            | —            | —           | —           | —      | —      | 18       | 4        |
| Összesen          |          | 339              | 109              | 6            | 3            | 1           | 0           | 14     | 1      | 360      | 113      |

(A statisztikák 2006. január 7-e szerintiek.)